# 8-ме тисячоліття
Восьме тисячоліття — проміжок часу від 1 січня 7001 року нашої ери до 31 грудня 8000 року нашої ери.

## Події
3 травня 7138 року — дата закінчення періоду в календарі мая, який розпочався 21 грудня 2012 року.